# Karnice (gemeente)
De gemeente Karnice is een landgemeente in West-Pommeren. Aangrenzende gemeenten:
- Gryfice, Rewal en Trzebiatów (powiat Gryficki)
- Świerzno (powiat Kamieński)

De zetel van de gemeente is in het dorp Karnice.
De gemeente beslaat 13,1% van de totale oppervlakte van de powiat.

## Demografie
Stand op 30 juni 2004:
| Omschrijving                   | Totaal | Totaal | Vrouwen | Vrouwen | Mannen | Mannen |
| ------------------------------ | ------ | ------ | ------- | ------- | ------ | ------ |
| eenheid                        | aantal | %      | aantal  | %       | aantal | %      |
| inwoners                       | 4218   | 100    | 2135    | 50,6    | 2083   | 49,4   |
| bevolkingsdichtheid (inw./km²) | 31,7   | 31,7   | 16      | 16      | 15,6   | 15,6   |

De gemeente heeft 6,9% van het aantal inwoners van de powiat. In 2002 bedroeg het gemiddelde inkomen per inwoner 1231,18 zł.

## Plaatsen
- Karnice (Duits Karnitz,gemeentezetel)

Administratieve plaatsen (sołectwo) van de gemeente Karnice:
- Cerkwica, Ciećmierz, Czaplin Mały, Czaplin Wielki, Drozdowo, Janowo, Konarzewo, Kusin-Skrobotowo, Lędzin, Modlimowo, Niczonów, Ninikowo, Paprotno, Skalno en Trzeszyn-Węgorzyn.

Zonder de status sołectwo : Czaplice, Dreżewo, Drozdówko, Gocłowice, Gościmierz, Mojszewo, Niedysz, Niwy, Pogorzelica, Witomierz, Zapole.